# اندیس بائی
بائی یک اندیس فلزی است که در حوالی شهر کهریز نو استان خراسان قرار دارد و مادهٔ معدنی موجود در آن، سرب و روی است.  